# Bouère
Bouère là một xã trong vùng hành chính Pays de la Loire, thuộc tỉnh Mayenne, quận Château-Gontier, tổng Grez-en-Bouère. Tọa độ địa lý của xã là 47° 51' vĩ độ bắc, 0° 28' kinh độ đông. Bouère nằm trên độ cao trung bình là 76 mét trên mực nước biển, có điểm thấp nhất là 41 mét và điểm cao nhất là 117 mét. Xã có diện tích 42,54 km², dân số vào thời điểm 2004 là 921 người; mật độ dân số là 22 người/km².

## Thông tin nhân khẩu
| 1962 | 1968  | 1975  | 1982 | 1990 | 1999 | 2004 |
| ---- | ----- | ----- | ---- | ---- | ---- | ---- |
| 993  | 1.149 | 1.030 | 911  | 857  | 907  | 921  |

## Nhân vật nổi tiếng
- Urbain Grandier (1590-1634)